# Sustainable Performance Group
Die Sustainable Performance Group AG mit Sitz in Zürich war eine Schweizer Beteiligungsgesellschaft.
Sie investierte nach dem Grundsatz der Nachhaltigkeit in kleine und mittelgrosse, überwiegend kotierte, internationale Unternehmen mit Fokus auf die Anlagethemen Energie, Wasser, Gesundheit und Ressourceneffizienz. Der Verkehrswert der rund 50 gehaltenen Beteiligungen lag per Mitte 2008 bei 262,9 Millionen Schweizer Franken. Das Unternehmen war an der Schweizer Börse SIX Swiss Exchange kotiert.
Die Sustainable Performance Group wurde 1997 gemeinsam durch Swiss Re, die Volkart Gruppe und SAM Sustainable Asset Management gegründet. Im gleichen Jahr wurde die Gesellschaft an die Börse gebracht und damit die Aktionärsbasis breit gestreut. Die Firma wurde liquidiert und am 10. Oktober 2012 aus dem Handelsregister gelöscht.